# エスピード・フレイレ
マリア・ラウラ・エスピード・フレイレ（Maria Laura Espido Freire, 1974年7月16日 - ）は、スペイン・ビルバオ出身の小説家。筆名は姓のみを用いたエスピード・フレイレ(Espido Freire)。

## 経歴
エスピード・フレイレはバスク州ビスカヤ県ビルバオに生まれてアラバ県ラウディオ/ジョディオで育ち、幼少期にはクラシック音楽を学んだ。デウスト大学では英語文学の学士となり、編集学で修士となった。1998年に処女小説『Irlanda』で文学界にデビューし、エバ・カルベイラによって翻訳されたフランス語版はMillepages賞を受賞した。1999年には『Melocotones helados』でプラネータ賞の最年少受賞者となった。プラネータ賞はノーベル文学賞に次いで世界で2番目に賞金額の高い文学賞であり、賞金として601,000ユーロを手にした。2007年には『Soria Moria』でセビリア・アテネロ賞を受賞した。

## 人物
エスピード・フレイレはバスク地方出身だがスペイン語で執筆し、その作品はフランス語、ドイツ語、トルコ語、オランダ語、イタリア語、ポーランド語、ポルトガル語、中国語などに翻訳されている。劇作品の執筆にも興味を持っており、いくつかの大学で教壇にも立っている。
動物の権利の尊重に関する活動を行っており、カタルーニャ州議会で行われた闘牛の禁止に関する議論の過程に参加した。カタルーニャ州議会は2010年、スペイン本土では初めて闘牛禁止条例を可決し、2011年末で闘牛が禁止となっている。

## 作品

### 小説
- Irlanda （バルセロナ、プラネータ社、1998年）
- Donde siempre es octubre （バルセロナ、Seix Barral社、1999年）
- Melocotones helados （バルセロナ、プラネータ社、1999年）
- Diabulus in musica （バルセロナ、プラネータ社、2001年）
- Nos espera la noche （マドリード, Alfaguara, 2003年）
- La diosa del pubis azul （バルセロナ、プラネータ社、2005年
  - ラウール・デル・ポソとの共同執筆
- Soria Moria （セビリア、Algaida Editores社、2007年）
- Hijos del fin del mundo: De Roncesvalles a Finisterre  （マドリード、Imagine Ediciones社、2009年）
- La flor del Norte (2011年) ISBN 978-84-08-09951-2
- Quería volar (2014年) ISBN 978-84-34-41851-6
- Para vos nací (2015年) ISBN 978-84-34-41926-1

## 受賞
- 1997年 Millepages賞
  - 『Irlanda』
- 1999年 プラネータ賞
  - 『Melocotones helados』
- 2007年 セビリア・アテネロ賞
  - 『Soria Moria』
- 2009年 ジャネス・デ・ビアヘス賞
  - 『Hijos del fin del mundo: De Roncesvalles a Finisterre 』